# Heron Island
Heron Island è un'isola corallina che fa parte delle isole Capricorn; si trova al largo della costa centrale del Queensland, in Australia, a nord-est di Gladstone. Appartiene alla Local government area della Regione di Gladstone e fa parte del Capricornia Cays National Park.

## Geografia
Heron Island dista circa 80 km dalla costa continentale e si trova di pochi secondi a sud del Tropico del Capricorno. L'isola, lunga circa 800 m, ha un'area di 8 ha, un'altezza massima di 3,6 m e si trova su una piattaforma corallina di circa 27 km².

### Flora e fauna

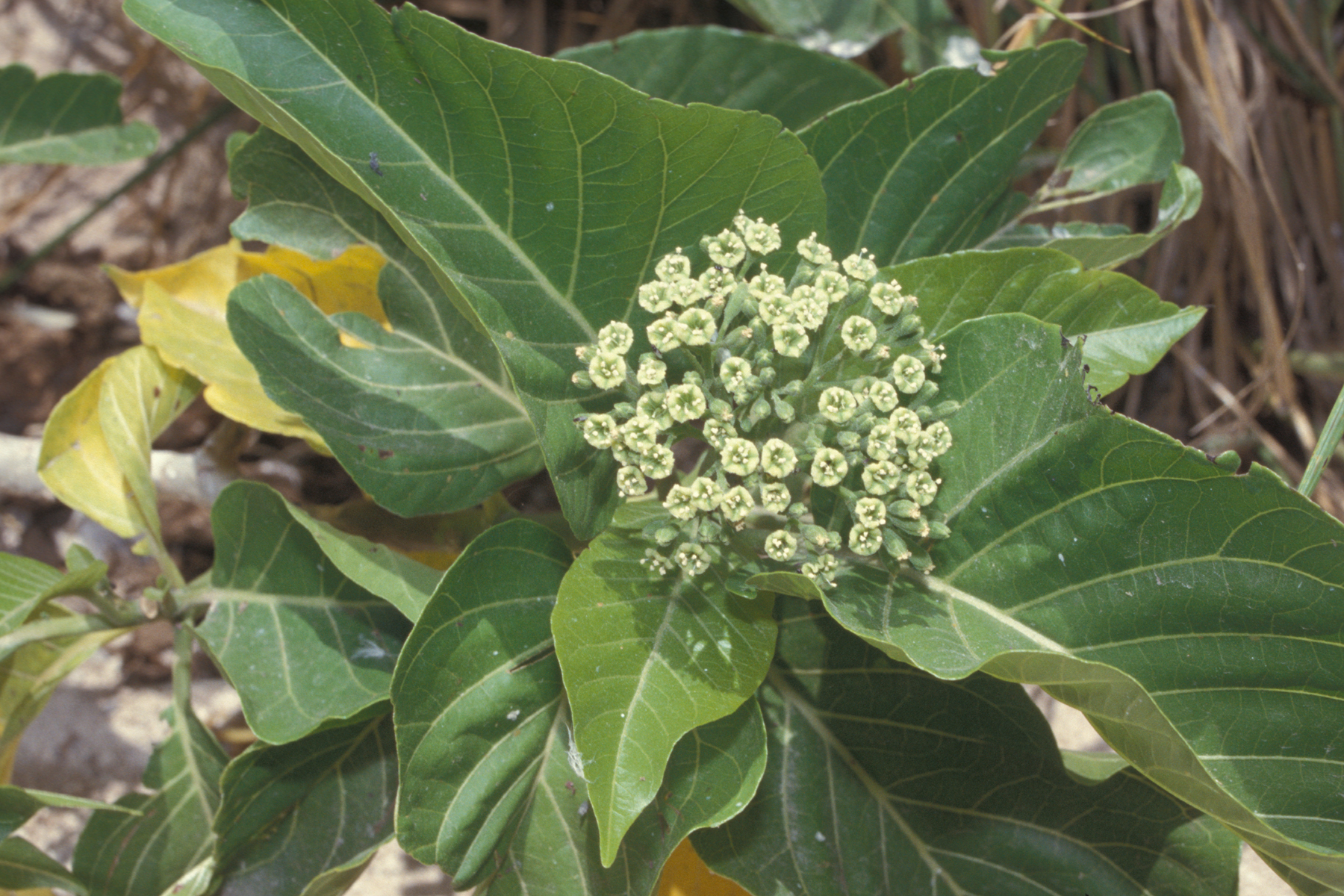
Fiore di Pisonia grandis

Il centro e il sud dell'isola sono ricoperti da dense foreste di Pisonia grandis, ideale habitat per la nidificazione di migliaia di uccelli migratori e residenti. Heron Island è anche il maggior sito di nidificazione della tartaruga verde.
Tra ottobre e aprile, nidificano sull'isola migliaia di esemplari di berta del Pacifico e di sterna stolida nera. Tra gli uccelli residenti ci sono: il gabbiano australiano, la garzetta di Reef, una sottospecie di rallo bandecamoscio (Gallirallus philippensis mellori) e di occhialino dorsogrigio (Zosterops lateralis chlorocephalus), il martin pescatore sacro, la Geopelia humeralis e la Coracina novaehollandiae.

## Storia
L'isola è stata scoperta e denominata l'11 gennaio 1943 dal tenente Charles Bampfield Yule, sulla HMS Bramble, durante la spedizione del capitano Francis Price Blackwood per completare la mappatura delle isole Capricorn e Bunker e delle barriere coralline.